# Schloss Goddentow

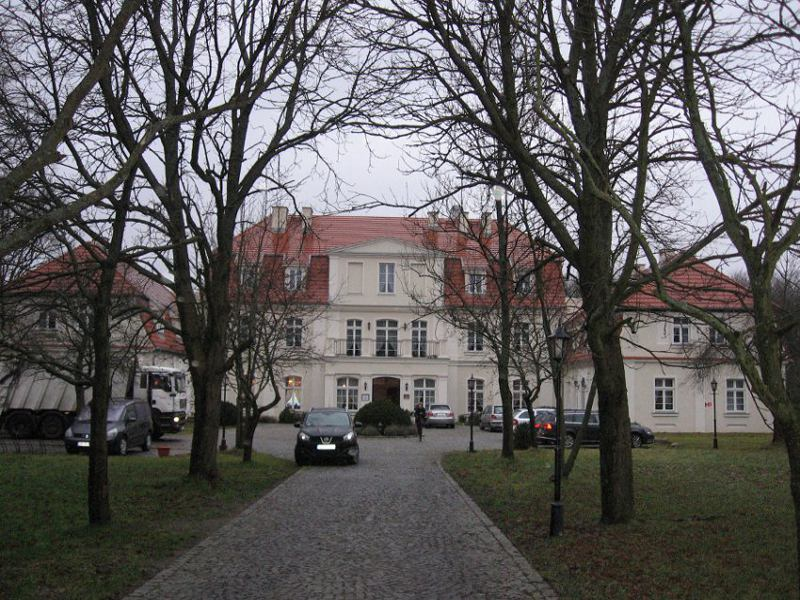
Schloss Goddentow

Schloss Goddentow (polnisch Pałac w Godętowie) ist ein Schloss in der hinterpommerschen Ortschaft Godętowo (Goddentow). Es liegt heute in der Woiwodschaft Pommern in Polen und wird als Hotel genutzt.

## Geschichte
Im Mittelalter bestand am Ort, der 1361 von Winrich von Kniprode an Hannus von Ditleve, dann in Besitz der Goddentow war, ein erster Adelssitz. Die von Somnitz ließen Anfang des 19. Jahrhunderts das Herrenhaus durch einen Ost- und Westflügel und einen Altan erweitert. Im Ostflügel waren Küche, Vorratskammern und Gesindestube untergebracht, im Westflügel die Gutsverwaltung.
Während des Zweiten Weltkriegs war die Flugabwehr der Wehrmacht im Herrenhaus stationiert. Nach zunehmendem Verfall während der Zeit der Volksrepublik Polen, zu dem die Region nach 1945 gehörte, wurde das Schloss von privater Hand restauriert und beherbergt heute ein Hotel.